# 法倫堡 (密蘇里州)
法倫堡（英語：Farrenburg）是位於美國密蘇里州新馬德里縣的非建制地區。

## 歷史
法倫堡的郵局於1897年設立，其後於1918年停運。

## 地理
法倫堡所處的海拔為高於海平面93米（即305英呎），而該地所採用的時區為UTC-6，即北美中部時區（CST）。同時該地設有夏令時間，為UTC-6調快一小時，即UTC-5（CDT）。